# Cabris
Cabris – miejscowość i gmina we Francji, w regionie Prowansja-Alpy-Lazurowe Wybrzeże, w departamencie Alpy Nadmorskie.
Według danych na rok 1990 gminę zamieszkiwało 1307 osób, a gęstość zaludnienia wynosiła 241 osób/km² (wśród 963 gmin regionu Prowansja-Alpy-W. Lazurowe Cabris plasuje się na 333. miejscu pod względem liczby ludności, natomiast pod względem powierzchni na miejscu 795.).